# Vale (Oregon)
Vale – miasto w Stanach Zjednoczonych, we wschodniej części stanu Oregon, siedziba administracyjna hrabstwa Malheur. Ludność — 1976 mieszkańców (2000). Vale leży nad rzeką Malheur River, dopływem rzeki Snake, a klimat według klasyfikacji Köppena jest zimnym klimatem stepowym (Bsk).